# J-14
J-14 é uma revista mensal destinada ao público adolescente, tratando de temas como beleza, moda e entretenimento. Situada em Englewood Cliffs, Nova Jérsei, pertence à American Media, Inc. e teve sua primeira edição publicada em 1 de janeiro de 1999. Em 2013, sua circulação girava em torno de 257 mil unidades, conforme dados levantados pela Alliance for Audited Media (AAM). Além disso, foi referida como uma das publicações mais importantes do gênero através de um artigo da Forbes.